# Hippomedon tenax
Hippomedon tenax är en kräftdjursart som beskrevs av J. L. Barnard 1966. Hippomedon tenax ingår i släktet Hippomedon och familjen Lysianassidae. Inga underarter finns listade i Catalogue of Life.